# Imán monomolecular

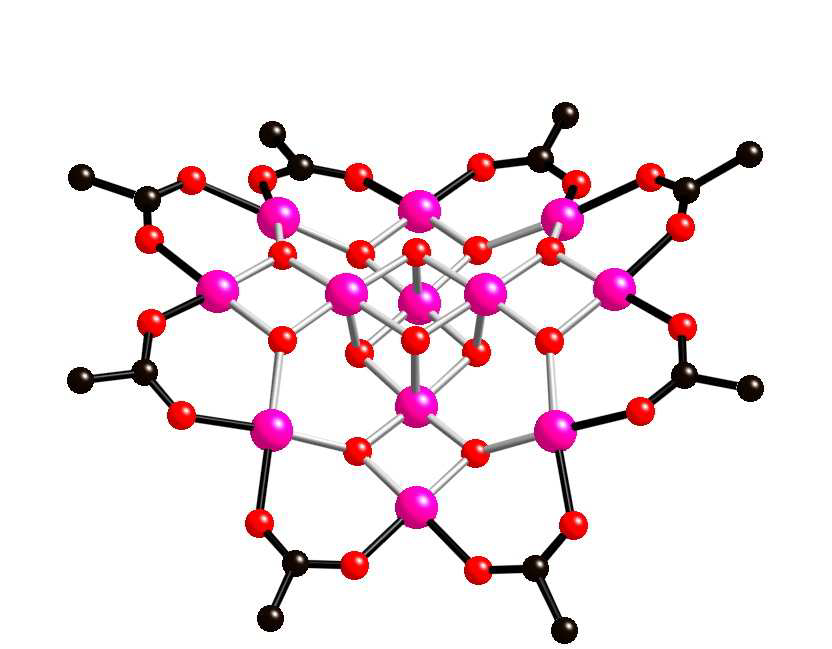
Vista superior del Mn_{12}, llamado «la Drosophila de las moléculas imán».

Los imanes monomoleculares (en inglés: single-molecule magnet) o moléculas imán son sistemas en los que se puede obtener magnetización permanente e histéresis magnética (normalmente, a temperaturas extremadamente bajas), no a través de un ordenamiento magnético tridimensional, sino por un fenómeno puramente monomolecular.
El nombre de imán no es estrictamente adecuado, ya que los imanes reales implican a un número muy grande de centros acoplados. Sin embargo, la comunidad científica lo ha adoptado por ser evocativo de las propiedades magnéticas de este tipo de moléculas.
Los requisitos que se citan comúnmente para que un sistema se comporte así son:
- un estado fundamental con un espín de valor elevado
- un desdoblamiento a campo cero alto (debido a una alta anisotropía magnética)

La combinación de estas propiedades pueden llevar a una barrera energética tal que, a bajas temperaturas, el sistema quede atrapado en uno de los valles energéticos de alto espín.
Los imanes moleculares exhiben un producto de susceptibilidad magnética por temperatura que crece al bajar la temperatura, y pueden ser caracterizados por un desplazamiento, tanto en posición como en intensidad, del pico en susceptibilidad magnética a.c..
El primer imán molecular fue el Mn12, un complejo dodecanuclear de manganeso, que se mantiene por puentes oxo y aniones acetato; actualmente existen una multitud de sistemas y estrategias para desarrollarlos, no solo con metales de transición sino también con lantánidos.
Los imanes moleculares son interesantes tanto desde un punto de vista puramente teórico, por su comportamiento cuántico, y desde un punto de vista práctico (aún en etapa especulativa) tanto como candidatos a qubits para computación cuántica,  como para enfriar sistemas a temperaturas muy bajas (por debajo de 1 K).

## Imán de base molecular
Un imán de base molecular es un material molecular que presenta histéresis magnética de origen cooperativo, como los imanes tradicionales (óxidos metálicos). Los imanes orgánicos, por ejemplo, son imanes moleculares.

## Historia
Aunque el término «imán de una sola molécula» (single-molecule magnet) se empleó por primera vez en 1996, el primer imán monomolecular se reportó en 1991. El complejo  Mn12O12(MeCO2)16(H2O)4 complejo (Mn12Ac16), descrito por vez primera en 1980, muestra una baja relajación de la magnetización a bajas temperaturas. Este compuesto de óxido de manganeso presenta un cubo central Mn(IV)4O4 rodeado por un anillo de 8 unidades de  8 Mn(III) conectadas a través de ligandos oxo de puente.
En 2006 se conoció que la distorsión estructural deliberada de un compuesto de Mn6 mediante el uso de un núcleo derivado de la salicilaldoxima cambia el intercambio magnético intra-triangular de antiferromagnético a ferromagnético resultando en un estado fundamental S = 12.
Se registró una magnetización récord en 2007 para [Mn(III)6O2(sao)6(O2CPh)2(EtOH)4], con S = 12, D = -0.43 cm−1, y por eso U = 62 cm−1 u 86 K a una temperatura de bloqueo de 4,3 K. Esto se consiguió reemplazando los ligandos de acetato (OAc) por la salicilaldoxima más voluminosa, distorsionando así la esfera del ligando de manganeso. Se preparó mezclando perclorato de manganeso, sal de sodio del ácido benzoico, un derivado de salicilaldoxima y el hidróxido de tetrametilamonio en agua y recogiendo el filtrado.
En 2011, la Universidad de Nottingham informó que un complejo dinuclear de uranio empobrecido podría ser confundido con un imán monomolecular por el químico Stephen Liddle.